# Филиппов, Виктор Иванович
Ви́ктор Иванович Фили́ппов (род. 30 марта 1948) — советский футболист, полузащитник и нападающий, советский и российский арбитр. Мастер спорта СССР (1972). Судья всесоюзной категории (30.11.1987).

## Карьера

### Игрока
С 1968 по 1970 год выступал за «Кубань», провёл 105 матчей и забил 11 голов в первенстве, и ещё сыграл 5 встреч в Кубке СССР. С 1971 по 1973 год защищал цвета московского «Торпедо», в составе которого дебютировал в высшей лиге СССР, где провёл за 3 сезона 42 матча и забил 4 мяча. Кроме того, в составе «автозаводцев» стал сначала полуфиналистом в 1971, а затем и обладателем Кубка СССР в 1972 году, в розыгрышах которого всего провёл 12 поединков и забил 1 гол. Помимо этого, в 1971 году забил 11 раз в играх турнира дублёров.
С 1974 по 1977 год выступал за куйбышевские «Крылья Советов», провёл 120 матчей и забил 28 мячей в чемпионатах и первенстве СССР, и ещё сыграл 4 встреч и забил 1 гол в Кубке. В 1975 году стал в составе «крылышек» победителем первой лиги СССР. В сезоне 1978 года защищал цвета воронежского «Факела», в 26 матчах первенства забил 2 мяча, 3 поединка провёл в Кубке СССР, и ещё принял участие в 2 встречах финального турнира второй лиги.

### Арбитра
После завершения карьеры игрока работал футбольным судьёй. С 1987 по 1991 год обслуживал матчи высшей лиги СССР, с 1992 по 1996 игры высшей лиги России. С 1997 по 2003 год был инспектором матчей.

## Достижения
- Обладатель Кубка СССР: 1972
- Полуфиналист Кубка СССР: 1971
- Победитель первой лиги СССР: 1975

## После карьеры
Выступает в различных любительских ветеранских турнирах.